# مینکا کلی
مینکا کلی (به انگلیسی: Minka Kelly) (زاده ۲۴ ژوئن ۱۹۸۰)، هنرپیشه و مدل آمریکایی است.
وی فرزند ریک دوفی گیتاریست سابق گروه اروسمیث است. هنگامی که نوجوان بود پدر و مادرش از هم جدا شدند؛ او توسط مادرش بزرگ شد. مادرش بخاطر شغل خود دائماً در حال نقل و مکان بود.

## زندگی حرفه‌ای
وقتی مینکا کلی ۱۹ ساله بود پس از فارغ‌التحصیلی از دبیرستان به لس آنجلس برگشت همان سال در یک آزمون برای یک آژانس مدل‌سازی انتخاب شد و حرفه خود را به عنوان مدل آغاز کرد، در سال ۲۰۰۳ اولین فیلم خود را بازی کرد و در سال ۲۰۱۰ در ان‌بی‌سی در یک مجموعه درام تلویزیونی
ایفای نقش کرد.
از دیگر فیلم‌های او می‌توان به سرخدمتکار، در جستجوی سانی، پاپا: همینگوی در کوبا، هم‌اتاقی و تیتان‌ها اشاره کرد.